# Biomedical Tissue Services
Biomedical Tissue Services (BTS) era una empresa de recuperación de tejidos humanos establecida en Fort Lee, Nueva Jersey. Fue cerrada por la Administración de Drogas y Alimentos de los Estados Unidos (FDA)  el 8 de octubre de 2005,  después de que su presidente, el Dr. Michael Mastromarino y otros dos empleados fueron condenados por sustraer ilegalmente huesos humanos, órganos, tejidos y otras partes de cadáveres de personas que esperaban la cremación, por falsificar numerosos formularios de consentimiento y por vender las partes del cuerpo obtenidas ilegalmente a compañías médicas sin el consentimiento de sus familias. 

## Historia

### Fundación
Mastromarino abrió Biomedical Tissue Services (BTS) en Fort Lee, Nueva Jersey, en 2001. Mastomarino era un cirujano oral. Incursionó en ese negocio por la suspensión de su licencia. El problema de su licencia inició en julio de 2000, cuando fue detenido por estar bajo los efectos de las drogas, en posesión de una aguja hipodérmica y Demerol. El cargo penal fue retirado, pero la orina de Mastomarino dio positivo a sustancias controladas (cocaína y otro analgésico, la meperidina). Accedió a renunciar a su licencia de odontología por seis meses e ingresar a rehabilitación.  Poco después, fue sorprendido ejerciendo la odontología sin licencia. Por esta segunda falta le suspendieron la licencia por cuatro años. Incapacitado de ejercer la cirugía, utilizó sus contactos con empresas que producen material para implantes dentales para ingresar al rubro del mercado de tejidos.
Mastromarino se había percatado que la demanda de tejido humano donado no era satisfecha. Esta provenía del entorno controlado de los hospitales. Así que se enfocó en cubrir esta necesidad, consiguiendo el tejido de las funerarias.

### Expansión
En 2002, Mastromarino solicitó una licencia para hacer negocios en Nueva York. La licencia le fue concedida.
Se cerraron acuerdos con directores de funerarias en la ciudad de Nueva York, Rochester, NY, Filadelfia y Nueva Jersey: BTS pagaría una "tarifa de instalación" de $ 1,000 para recolectar partes del cuerpo en sus instalaciones.
En septiembre de 2003, la FDA detectó problemas en BTS. En una inspección de rutina, un investigador encontró evidencia de que la compañía no había esterilizado adecuadamente su equipo y no tenía registros de cómo se había deshecho del tejido que no pasó las pruebas de detección del VIH, la hepatitis y la sífilis. Pero nada salió de eso. La FDA se retractó.
En noviembre de 2004, la detective del Departamento de Policía de la ciudad de Nueva York, Patricia O'Brien, respondió a una queja de un director de una funeraria en Brooklyn. El director acusó al propietario anterior del salón de robarse los pagos iniciales de los funerales. Cuando la detective ingresó, se sorprendió de encontrar una sala de embalsamamiento que parecía más una sala de operaciones. Revisó los archivos y  encontró los nombres de compañías biomédicas.
El Escuadrón de Casos Principales de la Policía de Nueva York amplió la investigación y entrevistó a los familiares de 1077 fallecidos cuyos cuerpos fueron recolectados para obtener partes de cuerpos. Solo uno dijo que dio permiso.

### Problemas legales y fin
A fines de 2005, el Departamento de Policía de la ciudad de Nueva York investigó a Michael Mastromarino y su compañía BTS por, presuntamente, vender partes de cuerpos humanos sin autorización.  
La investigación fue reportada por primera vez por el New York Daily News en octubre de 2005 y condujo a una serie de exhumaciones, incluida la de una mujer de Queens, Nueva York, a la que le habían extraído muchos de sus huesos y reemplazado con tuberías de PVC, práctica típica en la reconstrucción cosmética de donantes de tejido.
En casi todos los casos, los empleados de BTS obtuvieron tejidos, huesos, ligamentos y otros materiales de cadáveres de aloinjertos humanos falsificando el consentimiento familiar y otros formularios de donantes sin el consentimiento autorizado y, a menudo, en contra de los deseos escritos de las familias. Los empleados de BTS se involucraron en prácticas altamente irregulares e inseguras, como permitir que los cadáveres se deterioren antes de recolectar tejidos y partes, no analizar el material de los donantes para detectar enfermedades como el VIH/SIDA, e incluso aceptar cadáveres cancerosos y con otras enfermedades para recolectarlos y venderlos.
Esta forma de operar va contra las pautas reglamentarias federales para el cuidado y la gestión adecuados del tejido humano donado. En este se afirma que las empresas deben "evaluar y evaluar a los donantes para detectar enfermedades y agentes de enfermedades transmisibles relevantes y garantizar que los HCT/P (Células humanas, tejidos y células y productos basados en tejidos) se procesan de una manera que previene la contaminación por enfermedades transmisibles y la contaminación cruzada". 
De las numerosas empresas que compraron las partes del cuerpo o el tejido obtenidos ilegalmente, ninguna se había puesto en contacto con el miembro de la familia que figuraba en los formularios de consentimiento del difunto para verificar el consentimiento, o incluso que la persona que consintió en la lista realmente existiera. El escándalo de BTS se convirtió en noticia internacional luego de que se determinara que los restos del fallecido locutor Alistair Cooke, estaban entre los que habían sido violados y vendidos en Nueva York.   

En febrero de 2006, Michael Mastromarino,  de 42 años  ex-cirujano oral, CEO y director ejecutivo de operaciones de BTS, empresa con sede en Nueva Jersey,  fue declarado culpable junto con tres empleados por las irregularidades cometidas y sentenciado a prisión. Mastromarino y Lee Cruceta, uno de los empleados condenados, acordaron un acuerdo que incluía su encarcelamiento.  Mastromarino fue condenado el 27 de junio de 2008, en la Corte Suprema de Brooklyn, Nueva York, a "entre 18 y 54 años de prisión". 
Según la FDA, todos los productos de tejido recolectados y distribuidos por BTS fueron retirados del mercado y los que recibieron tejido de injerto proveniente de BTS serían monitoreados. BTS vendió sus productos a cinco empresas; dos de las empresas eran Life Cell Corporation, de Nueva Jersey, y Regeneration Technologies, de Florida. Alrededor de 10 000 pacientes en los Estados Unidos y Canadá recibieron tejido de injerto de BTS. Los abogados de los distribuidores de tejidos humanos que habían recibido tejidos humanos de BTS, pidieron la desestimación de los cargos. Su argumento: "nunca supieron que las partes del cuerpo se obtuvieron ilegalmente"

BTS no era un miembro acreditado, es más, ni había solicitado ser miembro de la Asociación Estadounidense de Bancos de Tejidos (American Association of Tissue Banks). Robert Rigney, quien encabeza la asociación, dijo que duda que alguien que haya recibido donaciones de tejidos provenientes de la compañía corra algún tipo de peligro para la salud, porque los procesadores con los que trató la compañía habrían sometido los tejidos a sus propios procesos de evaluación. 

## Afectados

### Donantes
El cadáver de Alfred Alistair Cooke, locutor de radio de los Estados Unidos, fue usado para conseguir tejidos. El cáncer que padecía Cooke se había extendido a sus huesos, haciéndolos inadecuados para injertos. Los informes indicaron que las personas involucradas en la venta de los huesos alteraron su certificado de defunción para ocultar la causa de la muerte y reducir su edad de 95 a 85 años.

### Receptores
Hay una demanda, realizada por Betty Pfaff, paciente que recibió un injerto proveniente de BTS. En esta demanda se afirma que la demandante sufrió una infección grave, shock séptico, se sometió a diálisis y a causa de esto padece parálisis; en la denuncia se afirma que su discapacidad fue producida porque recibió un implante realizado con tejido humano provisto por la compañía BTS. 
Otros pacientes que recibieron tejidos y partes del cuerpo derivados de BTS incluyen:
- Una mujer de Colorado que tuvo que repetir su cirugía de reemplazo de Ligamento Cruzado Anterior después de que falló su primer tendón, que fue provisto por BTS. [3]
- Una mujer de Ohio desarrolló sífilis, previamente había recibido un hueso de BTS [3]
- Un hombre de Ohio que desarrolló VIH y hepatitis C previamente había recibido implantes óseos BTS en cirugía[3]

## Posteridad
En la mañana del 7 de julio de 2013, Michael Mastromarino murió en el Hospital St. Luke después de sufrir un cáncer de huesos.  Tenía 49 años.

## En cine y televisión
- Inspiró la trama de Law & Order (Temporada 17, Episodio 11: "Remains of the Day") [14] "Remains of the Day" (fecha de emisión: 5 de enero de 2007)
- La historia se usa en CSI: Crime Scene Investigation (temporada 7, episodio 14: "Meet Market") [15]en febrero de 2007.
- Una historia similar aparece en Bones : "The Graft in the Girl" (temporada 1, episodio 20), que se transmitió el 26 de abril de 2006.
- El director Toby Dye realizó el documental Body Snatchers of New York sobre este caso en 2010. [16]
- El caso Cooke apareció en un episodio de 2008 de Horizon, "¿Cuánto vale tu cadáver?" . [17]
- ¿Aparece en un episodio de Who the (Bleep) Did I Marry? (La esposa del ladrón de cuerpos) [18]
- El 8 de enero de 2010, la ahora exesposa de Michael Mastromarino, Barbra Mastromarino, apareció en The Oprah Winfrey Show en un segmento "Husbands' Secret Lives" [19] y discutió los efectos que tuvieron las acciones de su esposo en su vida y la de sus hijos. Durante la transmisión, Barbra Mastromarino también escuchó y se disculpó con la hija de una víctima de los delitos de su esposo, al tiempo que mencionó que no tenía conocimiento de los actos ilegales de su esposo. Barbra Mastromarino afirmó que ignoró las señales de advertencia sobre el carácter de su exesposo al principio de su relación.[20]